# Сердіана
Сердіана (італ. Serdiana, сард. Serdiana) — муніципалітет в Італії, у регіоні Сардинія,  провінція Кальярі.
Сердіана розташована на відстані близько 400 км на південний захід від Рима, 19 км на північ від Кальярі.
Населення — 2641 особа (2014).

## Демографія
Населення за роками:

Станом на 1 січня 2023 року в муніципалітеті офіційно проживав 31 іноземець з 14 країн, серед них 15 громадян країн Євросоюзу.

## Сусідні муніципалітети
- Доліанова
- Донорі
- Монастір
- Сант'Андреа-Фрьюс
- Сесту
- Сеттімо-Сан-П'єтро
- Солемініс
- Уссана